# Ernst Frank
Ernst Frank (Múnic, 7 de febrer de 1847 - Oberdobling (Viena) 17 d'agost de 1889) fou un compositor i director d'orquestra alemany.
Va fer els estudis literaris en la Universitat de Múnic i els de piano i composició amb Mortier de Fontaine i Lachner. Vers el 1868 ocupava el lloc de mestre de capella a Wúrzburg, i un any més tard actuava de mestre de cors de l'Òpera Imperial de Viena, d'on passà a desenvolupar el de director de música de la cort de Mannheim, realitzant una gran tasca artística. D'aquest no és el menys meritori haver donat a conèixer al desvalgut i inspirat compositor Goetz, autor de les celebrades òperes Der Widerspänstigen Zähmung (inspirada en Shakespeare) i Francesca von Rimini.
En la jubilació de Bülow en la direcció de l'Òpera de Hannover, fou cridat per a succeir-lo; hi va estar en funcions fins al 1887, any en què va començar a patir la malaltia mental que el portà al sepulcre i hagueren de substituir-lo.
Va compondre les òperes Adam de la Halle estrenada a Karlsruhe el 1880; Hero (Berlín, 1884), i Der Sturm (Hannover, 1887); lieder, duets de gran mèrit i algunes obres per a orquestra.